# Ladislav Komorád
Podplukovník i. m. Ladislav Komorád (23. června 1895 Lovětín – 8. února 1947 Písek) byl československý legionář bojující za první světové války v Rusku, důstojník Čsl. armády po roce 1918, odbojář za druhé světové války, hrdina osvobození v květnu 1945, první předseda ONV v Písku a člen rady MNV v Písku.

## Životopis
Podplukovník Ladislav Komorád se narodil dne 23. června 1895 v obci Lovětín na Jindřichohradecku do rodiny drobného rolníka Šimona Komoráda a jeho manželky Anastázie, roz. Trachtové. Absolvoval lovětínskou obecnou školu a následně Českou obchodní školu v Českých Budějovicích.

### Legie
V roce 1914 byl naverbován do rakouské armády a odvelen spolu s 75. pěším plukem. S ním se účastnil bitvy u Jaroslavle a ústupu ke Krakovu, kde se poté dne 24. listopadu 1914 nechal zajmout ruskou armádou a byl poslán do zajateckého tábora v Petropavlovsku na Kamčatce. Tam však nikdy nedorazil a následující tři roky strávil v okolí Kyjeva. 5. července 1917 se přihlásil do vznikajících Čsl. legií v Oděse a byl přiřazen ke 3. střeleckému pluku s hodností vojína. Následně prošel bitvou u Bachmače a celou tzv. Sibiřskou anabází, roku 1920 se navrátil 20. lodním transportem do vlasti (po cestě z Vladivostoku přes Ameriku) a 1. září 1920 opustil Čsl. legie v hodnosti nadporučíka. Za tuto svou činnost byl roku 1919 odměněn Čsl. válečným křížem a řádem Sokola s meči.

### Po válce
Nadále však zůstal v řadách Čsl. armády, roku 1924 byl povýšen do hodnosti štábního kapitána. V té době sloužil u 29. pěšího pluku. V roce 1921 se oženil s Olgou Jarolímovou a v letech 1922 a 1924 se jim narodili syn Ladislav a dcera Olga. V rámci své armádní činnosti se také aktivně podílel na výchově mladé generace, byl mimo jiné velitelem sokolské školy brannosti. Postupně sloužil u jednotek v Jindřichově Hradci, Českých Budějovicích, Třeboni, Praze, Milovicích a Písku, kde jej u 11. pěšího pluku Františka Palackého zastihla nacistická okupace v hodnosti majora pěchoty, jímž byl od roku 1933.

### Činnost v odboji
Jakožto představitel jednotek Čsl. armády byl po vstupu německých vojsk pensionován. Již v září roku 1939 se zapojil do odbojové činnosti pod vedením plk. Jana Hubáčka v rámci „Obrany národa“, která na Písecku vznikla z nařízení gen. Václava Wolfa. Plk. Hubáček si Komoráda vyhlédl jako svého zástupce vzhledem k jeho organizačním schopnostem prokázaným v září 1938, kdy působil jako mobilizační důstojník.
Odbojová činnost spočívala především v podpoře rodin zatčených a popravených činitelů, napomáhání v útěku přes hranice, radiovému vysílání do zahraničí, dále také v šíření nelegálních tiskovin (časopis V boj!) a soupisu zdravotnických pomůcek a zbraní. Takto bylo zjištěno, že je na Písecku přes 900 pušek a pistolí s náboji, které byly z většiny ukryty v pivovaru ve Volyni a v chudobinci v Týně n. Vltavou. To bylo nutné vědět v rámci příprav na možný převrat, pro nějž byl vypracován podrobný plán, jenž byl následně v zapečetěné lahvi zakopán na zahradě bývalého ředitele školy Josefa Adámka.
V rámci odbojové skupiny měly o sobě vědět vždy maximálně tři až čtyři osoby, přesto bylo nutné se často scházet a projednávat další činnost. K takovým schůzkám docházelo zpočátku hlavně v restauracích a kavárnách, kde byly maskovány předáváním knih, hudebnin atp., případně jinými pracovními záležitostmi. Užívalo se také hesel, kterými se prokazovala příslušnost k organizaci (Jedno z nich znělo např.: "Moře lesů je krásné", na což se odpovídalo: "Otava je krásnější").
Mnohá tato setkání se konala přímo v Komorádově domě, především poté, co byl plk. Hubáček v roce 1942 spolu s dalšími představiteli odboje popraven a na Komoráda přešla vedoucí úloha. Roku 1944 byl členem odbojové organizace „Hnutí za svobodu“ a nadále plnil všechny potřebné úkoly, mezi něž např. patřila koordinace paralelně existujícího odboje vojenského, sokolského a komunistického.

### Květnové osvobození
V dubnu roku 1945 byl jakožto jeden z čelných představitelů domácího odboje na Písecku pověřen Fierlingerovou vládou sestavením revolučních národních výborů v okresech Písek, Týn nad Vltavou a Strakonice. To se na několika ilegálních schůzkách v průběhu dubna a počátku května povedlo a on již jako předseda píseckého Okresního národního výboru spoluřídil povstání na Písecku, které vypuklo 5. května. To zde však mělo těžší podmínky, neboť ve městě sídlila početná posádka Wehrmachtu o síle cca 1500 mužů, nacházela se zde jednotka maďarské armády a do okolních lesů se počaly stahovat také ustupující jednotky SS z širokého okolí. Velitel německých jednotek prohlásil, že se nevzdá do rukou civilních orgánů, které nyní Komorád zastupoval, ale pouze do rukou regulérní armády, a hrozil krveprolitím. Kapitulace do rukou armády ovšem byla v tehdejší situaci iluzorní. Město Písek se totiž nacházelo v sovětské zóně na východ od demarkační linie, avšak sovětské jednotky byly ještě daleko a nebyly schopny včas dorazit do Písku tak, aby mohly a zabránit případnému drancování a vraždění ze strany ustupujících nacistů.
Komorád se proto 6. května s tlumočníkem ing. Františkem Bůžkem, vyzbrojeni samopalem a ručními granáty, vypravili navzdory velkému riziku zajetí jednotkami SS do Strakonic, kde sídlila americká armáda. Díky dobrým diplomatickým a vyjednavačským schopnostem se jim podařilo dohodnout s plk. Searsem, že ještě téhož dne vyslal menší americkou jednotku vedenou kapitánem Kermitem G. Bernardem do Písku přes demarkační linii. Do rukou amerických vojáků následně německé jednotky složily svou kapitulaci, čímž bylo Písecko fakticky zachráněno od masakrů, které se v té době děly v jiných oblastech republiky. Sovětské jednotky nakonec Písku dosáhly až ráno 10. května.
Dne 8. května tak mohl Komorád vyslat do Prahy dva autobusy se střelivem, materiálem a zdravotnickým personálem (včetně vlastní dcery Olgy), neboť díky včasnému zásahu byli jedinými raněnými v Písku němečtí vojáci v lazaretních vlacích, které byly na Písecko stahovány.

### Nemoc a smrt
Jakožto voják se snažil zajistit korektní poměry v zajateckých táborech a zasadil se o jejich významné zlepšení. Pracoval téměř bez přestání a jeho organismus to nebyl schopen vydržet. Dne 18. května 1945 jej při úřední schůzi ranila mrtvice, která jej na mnoho měsíců paralyzovala. Nebyl proto schopen vykonávat svou funkci předsedy ONV, kterou za něj dlouhodobě vykonával místopředseda Josef Kotrč. Dne 9. listopadu 1945 nekandidoval v nových volbách do ONV a funkce mu tím zanikla. Ze stejných důvodů také nebyl jako voják znovu povolán do aktivní služby.
Ihned po zotavení se ovšem vrhl navzdory radám lékařů opět do práce a dne 9. července 1946 byl zvolen členem MNV Písek, kde se stal členem rady a předsedou tělovýchovné komise. Jeho podlomené zdraví se však znovu ozvalo a na schůzi dne 20. září dostal infarkt, který jej znovu upoutal na lůžko. Dne 23. září (s platností k 25. říjnu) se proto vzdal i svých funkcí v MNV a po delší nemoci dne 8. února 1947 zemřel ve věku 51 let v Písku. Dne 12. února byl pohřben za hojné účasti veřejnosti, vojáků i píseckých spolků do rodinného hrobu na lesním hřbitově v Písku.

## Připomínky
Roku 1947 byl in memoriam povýšen do hodnosti podplukovníka pěchoty se zpětnou platností od 1. května 1943.
Roku 2023 byl zapsán do seznamu významných nežijících osobností města Písku a jeho památka je pravidelně připomínána při květnových pietních aktech v Písku. Dne 7. května 2025 byla na budově městského úřadu na Budovcově ulici v Písku slavnostně odhalena pamětní deska připomínající jeho zásluhy o osvobození města. O den později mu ministryně obrany Jana Černochová při ceremoniálu na pražském Vítkově udělila vysoké rezortní vyznamenání Kříž obrany státu.

## Galerie

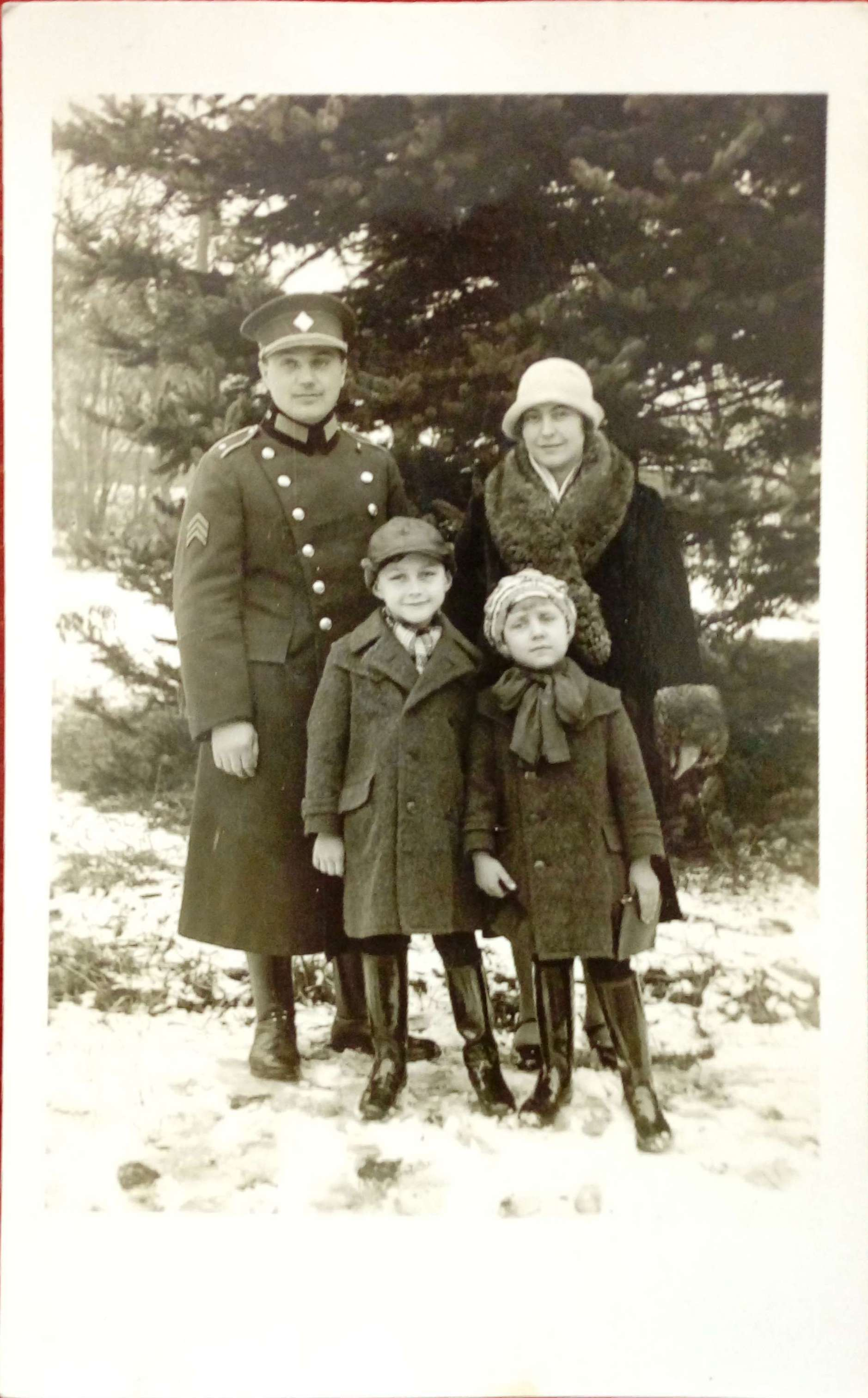
Rodinná fotografie
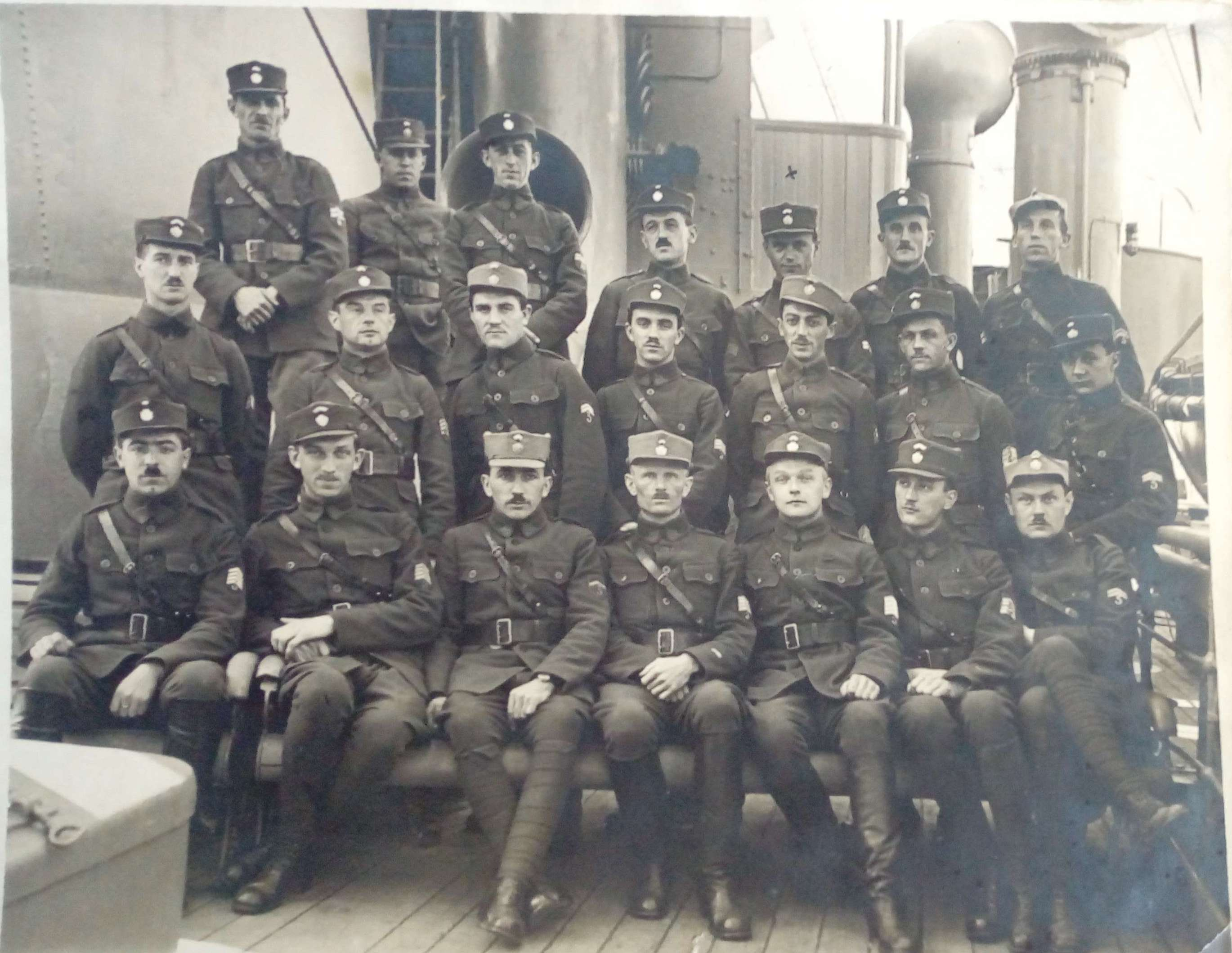
Fotografie z legií (pplk. Komorád označen křížkem)
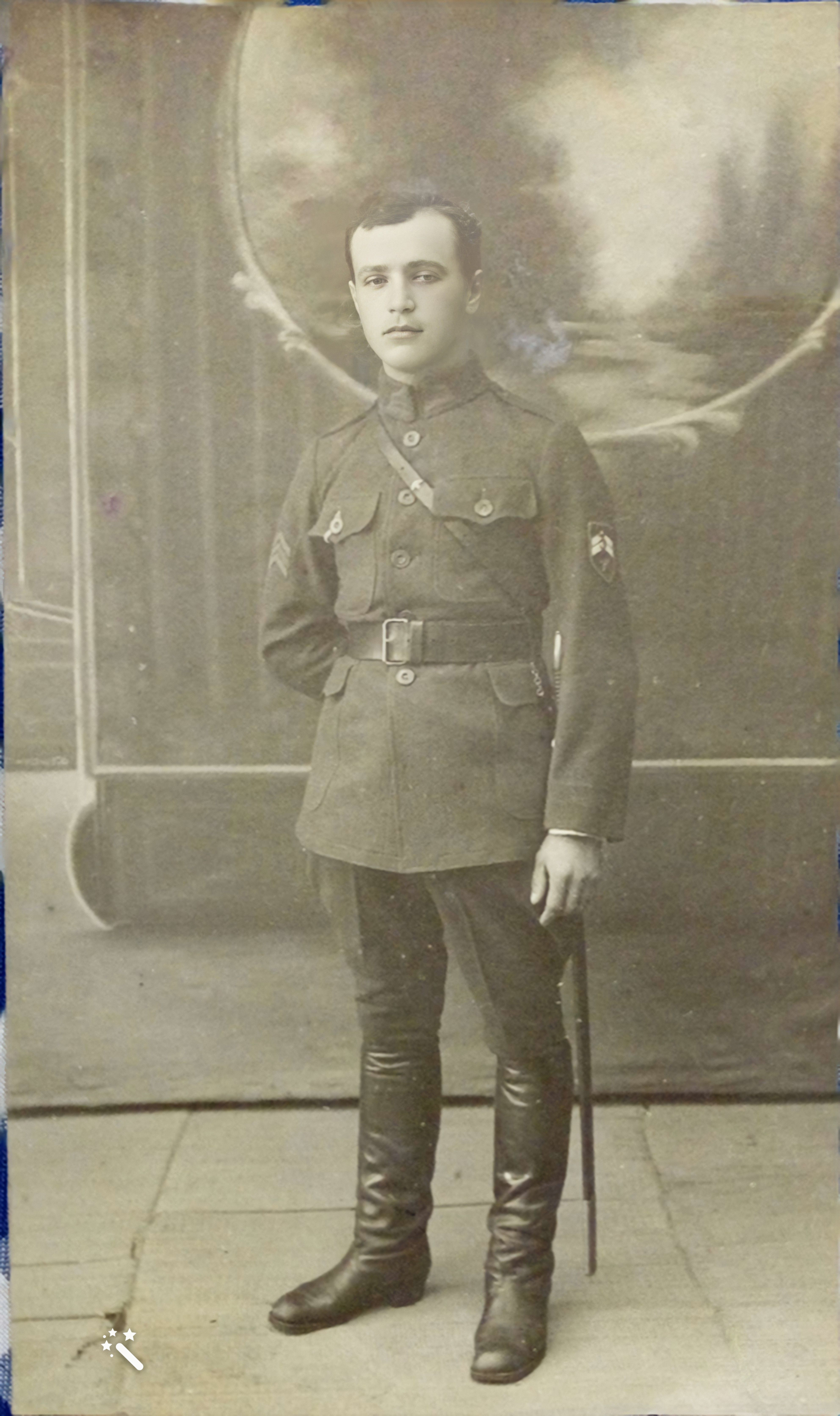
Krátce po návratu z legií
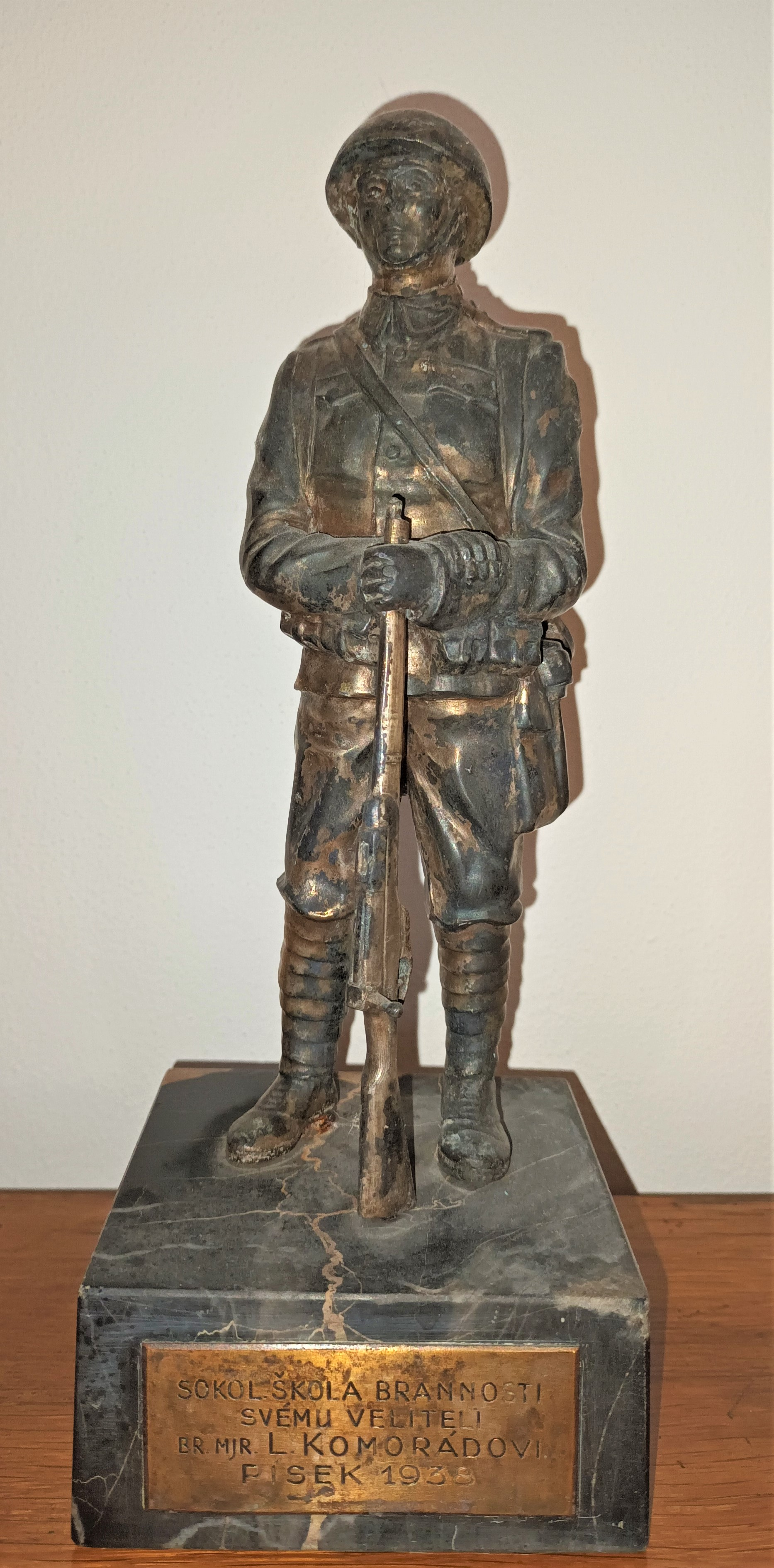
Soška od sokolské školy brannosti - 1938
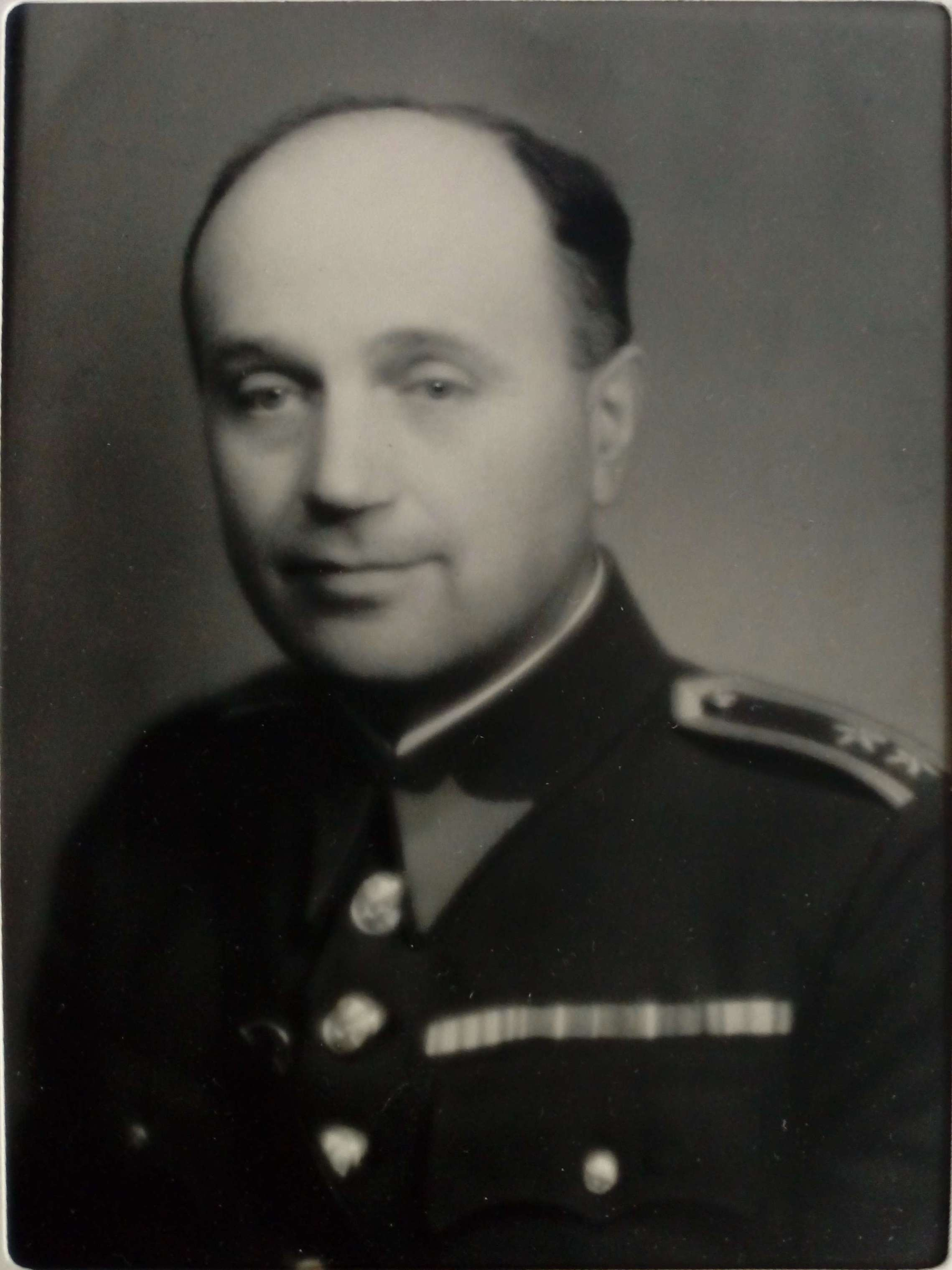
Portrétní fotografie
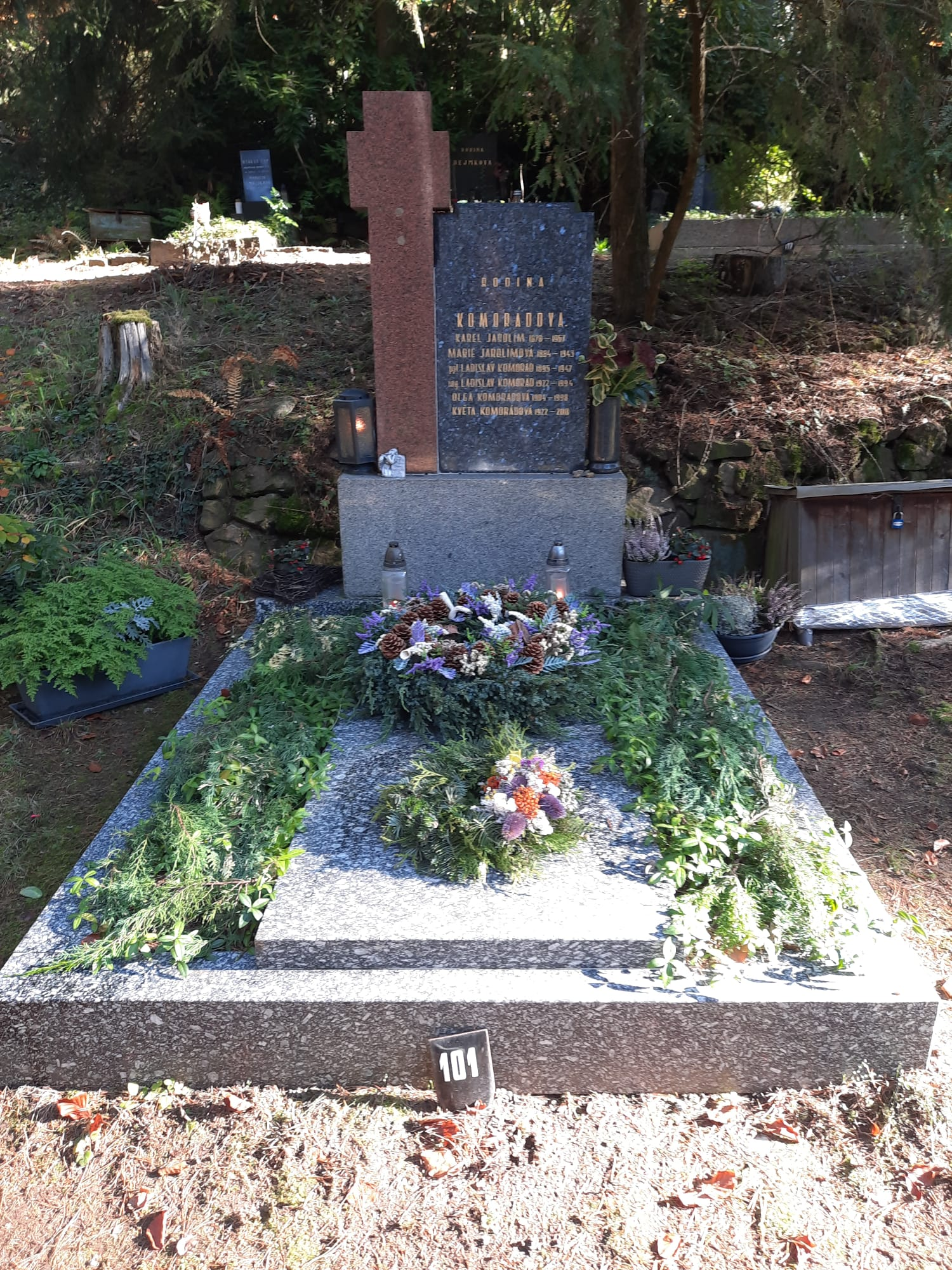
Hrob na píseckém lesním hřbitově
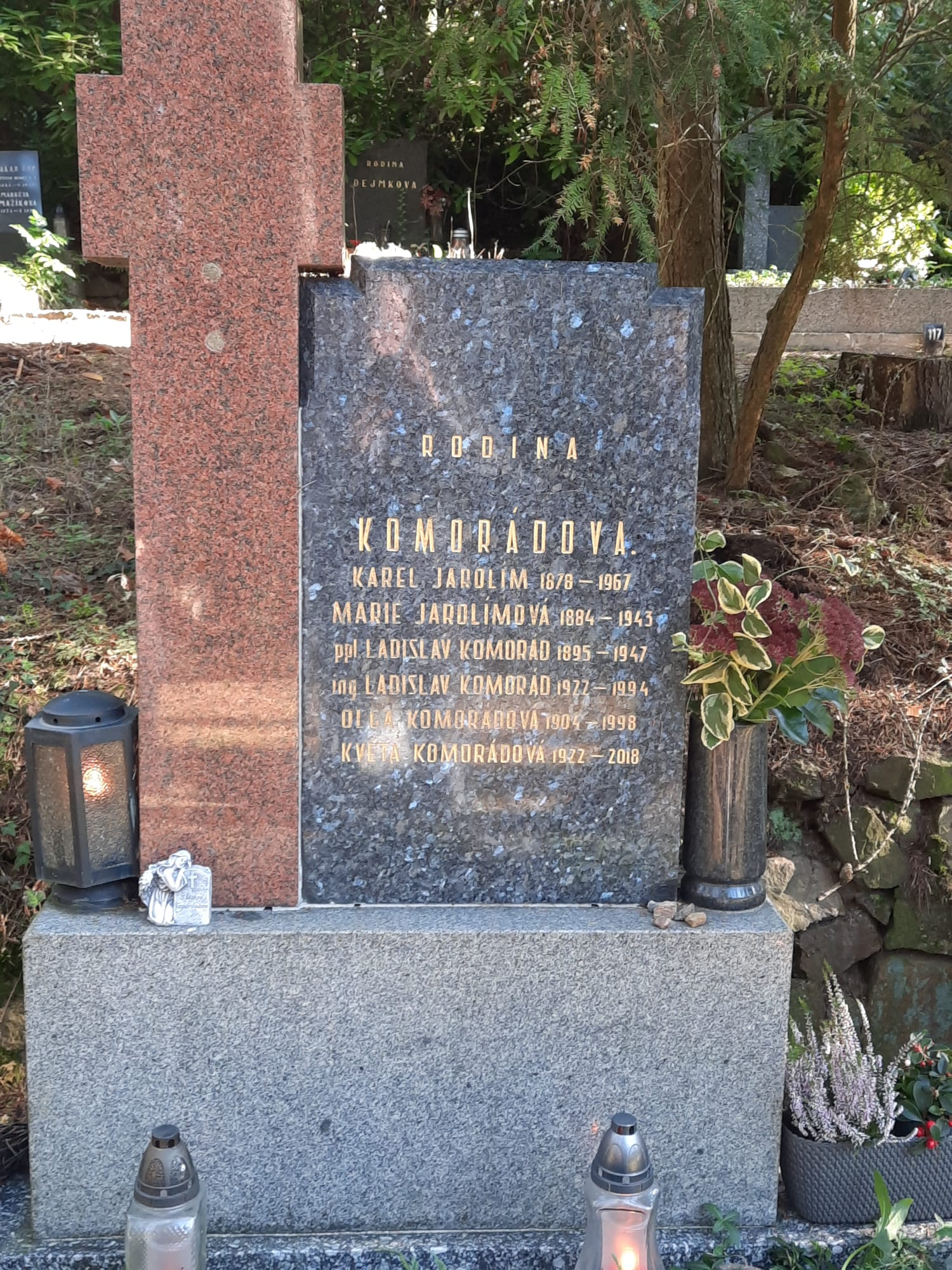
Detail náhrobní desky
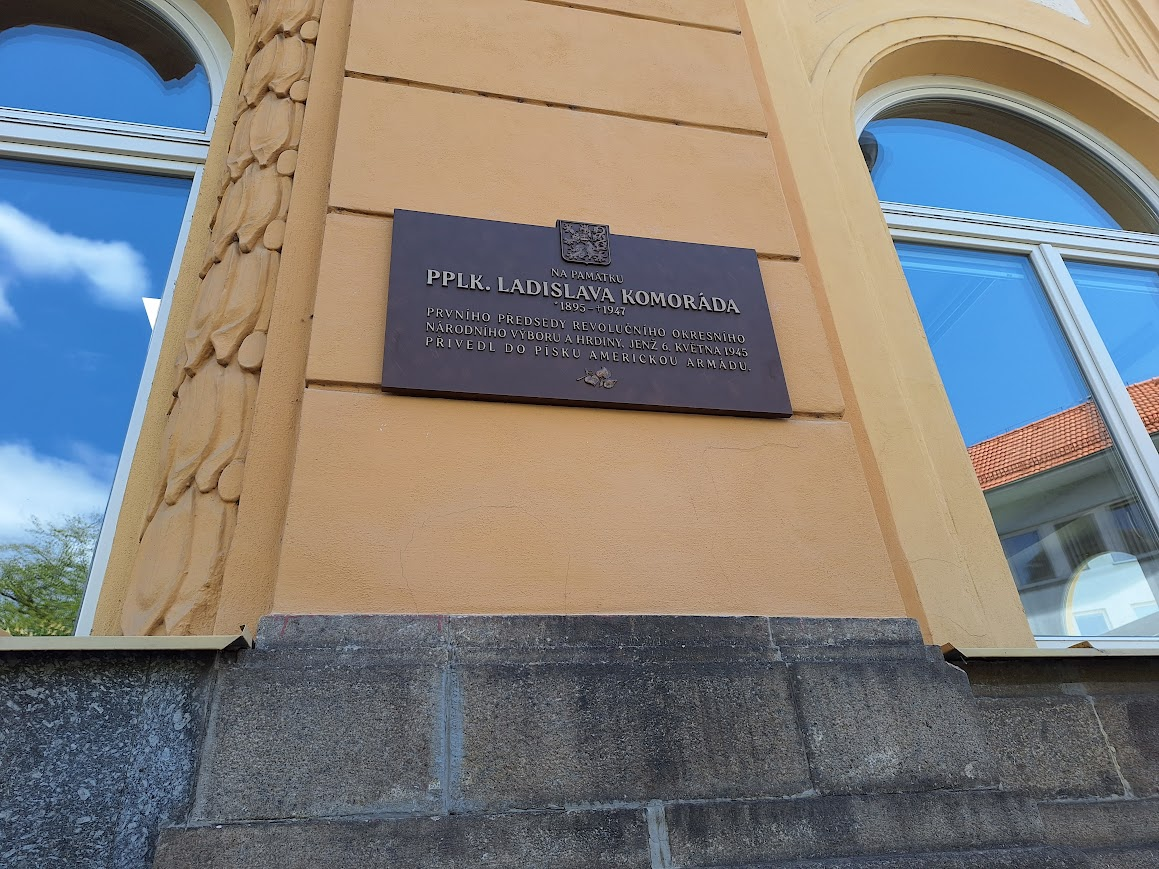
Pamětní deska v Budovcově ulici v Písku